# Араратский район
Араратский район — административно-территориальная единица в составе Армянской ССР и Армении, существовавшая в 1930—1995 годах. Центр — Веди.

## История
Район был образован в 1930 году под названием Вединский район.
19 марта 1951 года Вединскому району передана территория упразднённого Карабахларского района.
В 1962 году Вединский район был упразднён. Восстановлен в 1964 году. 15 мая 1968 года переименован в Араратский район.
Упразднён в 1995 году при переходе Армении на новое административно-территориальное деление.

## География
На 1 января 1948 года территория района составляла 495 км². 

## Административное деление
По состоянию на 1948 год район включал 1 посёлок городского типа (Арарат), 1 рабочий посёлок (им. Кирова) и 15 сельсоветов: Авшарский, Айгаванский, Алмадедский, Араратский, Армашский, Вединский, Енгиджинский, Еникендский, Караларский, Кечик-Вединский, Нор-Кянкский, Тайтанский, Халисенский, Шидлунский, Шираалинский.